# La città corrotta
La città corrotta (Inside Detroit) è un film del 1956 diretto da Fred F. Sears.
È un film drammatico statunitense con Dennis O'Keefe, Pat O'Brien e Tina Carver.

## Produzione
Il film, diretto da Fred F. Sears su una sceneggiatura di Robert E. Kent e James B. Gordon, fu prodotto da Sam Katzman per la Clover Productions e girato a Detroit dal 20 giugno al 2 luglio 1955.

## Distribuzione
Il film fu distribuito con il titolo Inside Detroit negli Stati Uniti nel gennaio del 1956 al cinema dalla Columbia Pictures.
Altre distribuzioni:
- in Svezia l'8 ottobre 1956 (Terror i Detroit)
- in Brasile (Criminosos de Detroit)
- in Grecia (Dolofonies kata diatagin)
- in Italia (La città corrotta)

## Promozione
Le tagline sono:
- IT'S DYNAMITE!
- First Blondes...Then Bombs!
- "I'm takin' over this town...again!"
- GOONS, GUNS, GIRLS!
- IT'S HELL-ON-WHEELS...WHEN THE MOB MUSCLES IN ON THE AUTO CAPITAL OF AMERICA!
- Organized crimes lets loose with a barrage of bombs, blondes, beatings and brutal murder! See Detroit fight back!
- First Blondes...Then Bombs!
- The story of Mobdom's attempt to take over America's Auto Capital!